# Połów szczęścia w Jemenie
Połów szczęścia w Jemenie (ang. Salmon Fishing in the Yemen) – brytyjski film romantyczny z 2011 roku w reżyserii Lasse Hallströma, scenariusz do filmu powstał na podstawie powieści Paula Torday pt."Połów łososia w Jemenie". Film swoją premierę miał podczas Międzynarodowego Festiwalu Filmowego w Toronto w 2011 roku.

## Opis fabuły
Fred Jones (Ewan McGregor) jest brytyjskim ekspertem w rządzie do spraw rybołówstwa. Kiedy konsultantka Harriet Chetwode-Talbot (Emily Blunt), reprezentująca bogatego jemeńskiego szejka (Amr Waked), prosi o pomoc w realizacji wizji szejka do wprowadzenia połowów łososia w pustynnym kraju Jemenie, Fred odrzuca pomysł stwierdzając, że jest niewykonalny. Jednak sekretarz prasowy premiera, Patricia Maxwell (Kristin Scott Thomas) liczy na dobrą wolę Freda oraz że uda się zbudować historię współpracy angielsko-arabską odciągając wyborców od bieżącej polityki m.in. złych wieści płynących z Afganistanu. Stopniowo Jones zaczyna wierzyć w ten projekt oraz w nową miłość.

## Obsada
- Ewan McGregor jako Alfred Jones
- Emily Blunt jako Harriet Chetwode-Talbot
- Kristin Scott Thomas jako Patricia Maxwell
- Amr Waked jako szejk Muhammad
- Rachel Stirling jako Mary Jones
- Catherine Steadman jako Ashley
- Tom Mison jako Robert Mayers
- Hugh Simon jako Brian Fleet
- Conleth Hill jako Bernard Sugden
- Steven Blake jako Minister
- Waleed Akhtar jako Essad